# Coslada Central metróállomás
Coslada Central metróállomás Spanyolország fővárosában, Madridban a madridi metró 7-es vonalán.

## Metróvonalak
Az állomást az alábbi metróvonalak érintik:
- 7-es metróvonal

## Kapcsolódó állomások
A metróállomáshoz az alábbi állomások vannak a legközelebb:
- Barrio del Puerto (Pitis, 7-es metróvonal)
- La Rambla (Hospital del Henares, 7-es metróvonal)